# 윤한홍
윤한홍(尹漢洪, 1962년 11월 1일~)은 대한민국의 정치인이다. 제20·21·22대 국회의원이다.

## 학력
- 1975년 합포국민학교 졸업
- 1978년 마산중학교 졸업
- 1981년 마산고등학교 졸업
- 1985년 서울대학교 독어독문학과 학사
- 1987년 서울대학교 행정대학원 행정학 석사
- 2014년 서울시립대학교 행정대학원 행정학 박사

## 경력
- 1988 제32회 행정고시 합격
- 2001 서울특별시 시립미술관 개관 추진단장
- 서울특별시청 세무과장
- 서울특별시청 행정과장
- ~2007 서울특별시청 기획담당관
- 제17대 대통령직인수위원회 기획조정분과 실무위원
- 대통령실 인사비서관실 선임행정관
- 대통령실 대통령실장실 선임행정관
- 대통령실 행정자치비서관
- 2012. 12.~2015. 12. 경상남도 행정부지사
- 2016년 4월 13일: 대한민국 제20대 국회의원 선거 당선(경남 창원시 마산회원구, 새누리당, 초선)
- 2016. 5.~2017. 2. 새누리당 경상남도당 창원시 마산회원구 당원협의회 위원장
- 2017. 2.~2018. 2. 자유한국당 경상남도당 창원시 마산회원구 당원협의회 위원장
- 2017. 4.~2017. 5. 제19대 대통령 선거 자유한국당 홍준표 대통령 후보 비서실장
- 2017. 8.~2018. 6. 자유한국당 정무특보
- 2017. 12.~2018. 12. 자유한국당 정책위원회 부의장
- 2017. 12.~2018. 2. 자유한국당 조직부총장
- 2017. 12.~2018. 2. 자유한국당 지방선거기획위원회 위원
- 2018. 12.~2020. 2. 자유한국당 경상남도당 창원시 마산회원구 당원협의회 위원장
- 2019. 7. 자유한국당 에너지정책 파탄 및 비리 진상규명 특별위원회 위원
- 2019. 8. 자유한국당 강성귀족노조개혁특별위원회 위원
- 2019. 10. 자유한국당 국가정상화특별위원회 위원
- 2020년 4월 15일: 대한민국 제21대 국회의원 선거 당선(경남 창원시 마산회원구, 미래통합당, 재선)
- 2020. 6.~2020. 9. 미래통합당 경상남도당 창원시 마산회원구 당원협의회 위원장
- 2020. 7.~2020. 9. 미래통합당.경상남도당 위원장
- 2020. 9.~2021. 7. 국민의힘 경상남도당 위원장
- 2020. 9.~ 국민의힘 경상남도당 창원시 마산회원구 당원협의회 위원장
- 2020. 10. 국민의힘 중앙위원회 총괄본부장
- 2021. 2. 국민의힘 탈원전 북원전 진상조사특별위원회 위원
- 2021. 3. 국민의힘 부동산투기조사위원회 위원
- 2021. 7. 국민의힘 정책조정위원회 제3정조위원장
- 2021. 8.~2021. 11. 국민의힘 윤석열 제20대 대통령 선거 예비후보 국민캠프 종합상황실 총괄부실장
- 2021. 11.~2022. 1. 국민의힘 전략기획부총장
- 2021. 12.~2022. 1. 제20대 대통령 선거 국민의힘 살리는 선거대책위원회 종합지원총괄본부 당무지원본부장
- 2021. 12.~2022. 3. 제20대 대통령 선거 국민의힘 경남을 살리는 선거대책위원회 선거대책위원장단 공동선거대책위원장
- 2022. 3.~2022. 5. 윤석열 제20대 대통령 당선인 직속 청와대개혁TF 팀장
- 2022. 9.~2023. 3. 국민의힘 정책조정위원회 제1정조위원장(정무·기재·예결 분야)
- 2022. 9. 국민의힘 MBC 편파조작방송 진상규명 TF 위원
- 2023. 4. 국민의힘 전세 사기 피해 대책을 마련하기 위한 당내 TF 위원
- 2024. 3.~2024. 4. 국민의힘 제22대 국회의원 선거「국민 희망의 길」 경남선거대책위원회 우주항공첨단엔진소재특별위원회 공동위원장
- 2024년 4월 10일: 대한민국 제22대 국회의원 선거 당선(경남 창원시 마산회원구, 국민의힘, 3선)
- 2024. 6.~2024. 7. 국민의힘 정책위원회 산하 시급한 민생 현안 해결을 위한 AI·반도체특별위원회 위원
- 2024. 9.~ 국민의힘 호남동행 국회의원 발대식 명예의원(전라남도 구례군)
- 2025. 1.~2025. 6. 국민의힘 인재영입위원장
- 2025. 5.~2025. 6. 제21대 대통령 선거 국민의힘 김문수 대통령 후보 경남 선거대책위원회 총괄선거대책위원장

### 의정 활동
- 2016. 5.~2020. 5. 제20대 국회의원(경남 창원시 마산회원구, 새누리당→자유한국당→미래통합당, 초선)
  - 2016. 6.~2017. 7. 제20대 국회 전반기 산업통상자원위원회 위원
  - 2017. 7.~2018. 5. 제20대 국회 전반기 산업통상자원중소벤처기업위원회 위원
  - 2018. 7.~2020. 5. 제20대 국회 후반기 산업통상자원중소벤처기업위원회 위원
  - 2018. 10.~2019. 6. 제20대 국회 후반기 사법개혁특별위원회 간사
- 2020. 5.~2024. 5. 제21대 국회의원(경남 창원시 마산회원구, 미래통합당→국민의힘, 재선)
  - 2020. 7.~2021. 6. 제21대 국회 전반기 법제사법위원회 위원
  - 2020. 7.~2024. 5. 국가재조포럼 연구책임의원
  - 2020. 7.~2024. 5. 대한민국 미래혁신포럼 연구책임의원
  - 2020. 7.~2024. 5. 모빌리티 포럼 공동연구책임의원
  - 2020. 8.~2022. 8. 제21대 국회 공직자윤리위원회 부위원장
  - 2021. 6.~2021. 12. 제21대 국회 전반기 법제사법위원회 간사
  - 제21대 국회 전반기 법제사법위원회 법안심사제1소위원회 위원
  - 2021. 6.~2021. 12. 제21대 국회 전반기 법제사법위원회 법안심사제2소위원회 위원장
  - 2021. 6. 제21대 국회 전반기 법제사법위원회 청원심사소위원회 위원
  - 제21대 국회 전반기 법제사법위원회 예산결산기금심사소위원회 위원
  - 제21대 국회 전반기 법제사법위원회 청원심사소위원회 위원장
  - 2021. 9.~2021. 9. 대법관(오경미) 임명동의에 관한 인사청문특별위원회 간사
  - 2021. 12.~2022. 5. 제21대 국회 전반기 법제사법위원회 위원
  - 2021. 12.~2022. 5. 제21대 국회 전반기 법제사법위원회 법안심사제2소위원회 위원
  - 2022. 7.~2024. 1. 제21대 국회 후반기 정무위원회 간사
    - 제21대 국회 후반기 정무위원회 법안심사제1소위원회 위원
    - 제21대 국회 후반기 정무위원회 법안심사제2소위원회 위원장

  - 2024. 1.~2024. 5. 제21대 국회 후반기 정무위원회 위원
    - 제21대 국회 후반기 정무위원회 법안심사제1소위원회 위원
    - 제21대 국회 후반기 정무위원회 법안심사제2소위원회 위원장
- 2024. 5.~ 제22대 국회의원(경남 창원시 마산회원구, 국민의힘, 3선)
  - 2024. 6.~ 제22대 국회 전반기 정무위원회 위원장
    - 제22대 국회 전반기 정무위원회 청원심사소위원회 위원

  - 모빌리티포럼 구성의원

## 역대 선거 결과
|  | 47.80% |

|  | 56.42% |

|  | 59.77% |

## 소속 정당
| 소속 정당 | 소속 정당  | 소속 기간 | 비고      |
| --------- | ---------- | --------- | --------- |
|           | 새누리당   | 2015~2017 | 정계 입문 |
|           | 자유한국당 | 2017~2020 | 당명 변경 |
|           | 미래통합당 | 2020      | 합당      |
|           | 국민의힘   | 2020~현재 | 당명 변경 |

## 같이 보기
- 창원시 마산회원구 (선거구)
- 창원시 마산회원구의 국회의원
- 경상남도 부지사